# Temba (Ethnie)
Die Temba sind eine Ethnie, die die Hauptbevölkerungsgruppe im Gebiet des früheren Königreichs Kotokoli darstellt. Dabei definieren sich die Temba hauptsächlich mit linguistischem Hintergrund, denn der Begriff Temba bedeutet eigentlich nur „Tem-Sprecher“. Ethnisch gesehen ist die Gruppe der Tem-Sprecher jedoch ein sehr heterogenes Gebilde. Ihre Sprache Tem gehört mit zur Gur-Gruppe der Niger-Kongo-Sprachen. Die heutige Anzahl der Tem-Sprecher wird auf eine Gesamtzahl von 307.100 geschätzt, wovon 204.100 (1991) in Togo leben, ca. 50.000 (2001) auf dem Gebiet der Republik Benin und etwa 53.000 im Gebiet des heutigen Ghana.

## Die geografische Verbreitung der Temba
Das Territorium des früheren Königreiches Kotokoli erstreckte sich ungefähr in der Mitte der früheren deutschen Kolonie Togo mit Kern zwischen dem 8. und 9. Breitengrad. Das Territorium grenzte in vorkolonialer Zeit im Nordwesten an das Königreich Bassari (Ntcham) und im Osten an das Königreich Dahomey. Im Westen bildete der Flusslauf des Mô, der die westliche Ebene vor dem Felsplateau von Fazao durchschneidet, die Grenze zu den benachbarten Nanumba (die mit zu den Dagomba gehören). Im Süden grenzte man an das Adele-Land und das Land der Kebu (Kebbu), das sich im Norden des früheren Togo-Distriktes von Atakpamé befindet. Im Südwesten grenzte man an Gonja, d. h. im 18. und 19. Jahrhundert an aschantisches Herrschaftsgebiet. Die Ostgrenze des Königreiches bildete der Mono-Fluss. Durch das westliche Staatsgebiet des früheren Königreiches verläuft die heutige ghanaisch-togolesische Grenze, durch das östliche die heutige Grenze zwischen Benin und Togo.

## Die Gründungsgeschichte von Kotokoli
Ein Großteil der Temba sind eingewanderte Gurmantchen. Ihre erste Gruppe, die auch den Hauptclan der Gurma-Einwanderer darstellt, war der Clan der Mola, welche im 17. Jahrhundert über Kandé ins Land kamen und sich erstmals in den westlichen Ausläufern der Atakora-Berge niederließen, wo man das Dorf Tabalo gründete. Die Vorfahren des Mola-Clans stammten gemäß ihrer Überlieferung aus dem Ort Dadeni in Gourma. Die Einwanderer kamen jedoch nicht in menschenleere Gegenden. Sowohl die Kabre als auch die Lama (Lamba) beanspruchen für sich, dass ihre Vorfahren bereits lange vor den Mola das gesamte Gebiet zwischen den Flüssen Kéran (Kerang) und Koumaga im Norden bis hinunter nach Blitta im Süden und Djougou im Osten besiedelt haben. Die Mola blieben zunächst in Tabalo, wo man sich mehr oder weniger (in erster Linie linguistisch) mit der autochthonen Altbevölkerung vermischte. Dann aber breitete man sich weiter aus in die teilweise von den Lama aufgegebenen Mô-Ebenen und im Verlaufe von vier Generationen installierte sich der Mola-Clan von Tabalo aus in den fruchtbaren Regionen weiter südöstlich. Wie es scheint, stand das Verlassen der Ebenen durch die Lama im Zusammenhang mit Sklavenjagden von Guang und Gonjas. Einige der Mola siedelten in Pangalam, andere zog es jedoch nach Norden, wo man sich in Dako niederließ und wiederum andere siedelten in Bafilo (Kegbafilo). Jene von Pangalam haben dann auch eine eigene staatliche Konföderation als Zusammenschluss von sieben Dörfern gebildet, zu denen u. a. Kouma (Komo), Tschavadé, Katambara (Katamboro), Brini und Yalivo (Djelifa, Jelifa) gehörten. Diese Diaspora des Mola-Clans ist auch heute noch präsent und wird durch elf Häuptlinge in Tschaudjo und neun Häuptlinge in Bafilo repräsentiert.
Aber die Mola-Gurmantschen waren nicht die einzigen Einwanderer im 17. Jahrhundert. Auch Gruppen der Bariba, Dagomba, Ntcham (auch als Bassari bezeichnet), Aschanti, Kanre u. a. strömten in dieser Zeit ins Land und ließen sich dauerhaft unter Anerkennung der Mola-Oberherrschaft im Kotokoli-Land nieder.
Den größten Teil der Bevölkerung im Gebiet des früheren Kotokoli stellen jedoch die bodenständigen (autochthonen) Gruppen, welche heute einen Anteil von ca. 60 – 65 % an der Gesamtbevölkerung bilden. Diese, auch als „paläonigritische Urbevölkerung“ bezeichneten Gruppen wurden zu Zeiten der französischen Kolonialverwaltung als sog. Eingeborenenclans zusammengefasst. Die größte Gruppe unter ihnen sind die Lama. Die Clane der Einwanderergruppen des 17. Jahrhunderts wurden jedoch zu Zeiten der französischen Kolonialverwaltung als sog. Adelsclane eingestuft, da es ihre Oberhäupter waren, welche die politische Herrschaft ausübten. Diese Adelsclane bilden jedoch in der heutigen Bevölkerung dieses Gebietes nur einen Anteil von ca. 30 – 35 %.
Weitere fünf Prozent der heutigen Bevölkerung des ehemaligen Staatsgebietes von Kotokoli stellt eine Gruppe von Einwanderern dar, die erst im Verlaufe des 18. Jahrhunderts oder später eingewandert sind. Bei ihnen handelt es sich überwiegend um Handwerker und Händler, die vornehmlich von den Mandé-Völkern, den Haussa oder aus dem früheren Songhaï kamen. Man fasst sie als sog. Egom-Clane (auch Wangara-Clane oder Malwamba-Clane genannt) zusammen. Sie waren es, die den Islam mitbrachten, der heute unter den Temba weit verbreitet ist. Während der Regierung des 8. Uro Eso wurde es den Malwamba gestattet, eine eigene Moschee zu errichten (etwa um 1830).

## Die ethnische Gliederung Kotokolis
Die hauptsächlichsten Clane in Kotokoli sind folgende:
a) autochthone Eingeborenenclane (die paläonigritische Urbevölkerung):
- Lamba (Lama), Koli, Uruma, Baro, Kozi, Kpande, Bôgom, Adole, Deware (?), Akima (?)

b) Adelsclane:
- Mola (Clan mit Ursprung in Gurma)
Ihr Hauptsiedlungsgebiet stellt die Ober-Häuptlingschaft[14] des Kotokoli-Landes dar und sie sind es, die traditionell den Uro Eso, d. h. den König von Kotokoli stellen.
- Sando, Nintye, Tyeda (oder Tceda), Lambu und wahrscheinlich auch Banya sind Clane mit Bassari-Ursprüngen. (nördliche Nachbarregion). Manche behaupten Nintye seien Haussa. Auch die Deware werden mitunter als Be-Tyambe (Bassari oder Ntcham) eingeordnet.
- Luwa, Guni, Dopu, Yao sind Clane mit Ursprung im Bariba-Land, d. h. sie kamen aus den Gegenden des historischen Königreiches Nikki (mit der gleichnamigen Hauptstadt Nikki (9° 57′ N, 3° 13′ O)), dessen Territorium sich zwischen dem Oberlauf des Ouéme (Weme) und dem Niger erstreckte. Mitunter werden auch die Kpenye (oder Kpande) ebenfalls in diese Gruppe gesetzt.
- Die Tambwi oder Tombwi sind ein Akan-Clan mit Ursprung in Asante.
- Die Tyare und Wado sind zwei Clane mit Ursprung in Kabre-Land (nordöstliche Nachbarregion).
- Die Daro sind ein Clan mit Ursprung in Dagomba (westliche Nachbarregion).

c) Ausländerclane (Egom-, Wangara-, Malwamba-Clane):
- Die Touré sind ein Clan mit Ursprung am Nigerufer.
- Die Taraore sind ein Clan mit Ursprung in Borgu und Songhai.
- Die Fofana sind ein Abzweig der königlichen Familie von Fada N'Gurma (Mossi).
- Die Sise sind ein Clan mit Ursprung in Dagomba.
- Die Mende sind ein Haussa-Clan mit Ursprung in Katsina.
- Die Bayor sind ein Akan-Clan (Baulé) mit Ursprung in Mango (Elfenbeinküste) (8° 47′ N, 3° 11′ W).

Ende 19./Anfang 20. Jahrhundert zugewanderte Ausländerclane:
- Die Watara sind ein Weber-Clan mit Ursprung in Fada N'Gurma (Mossi).
- Die Keïta (Kauta, Keyta) sind ein Schuhmacher-Clan mit Ursprung in Kabara (16° 43′ N, 2° 59′ W) am Niger nahe Timbuktu.

d) Temba-Clane außerhalb Kotokolis:
- Sâdo in Bassari (Nord-Togo)

## Die politische Gliederung Kotokolis
Das Königreich Kotokoli besteht aus sechs Haupt-Häuptlingschaften, welche entweder der Oberhäuptlingschaft von Tabalo oder der von Tschaudjo unterstellt sind. Diese Häuptlingschaften, deren politische Führer alle vom Mola-Clan gestellt werden, sind (in absteigender Rangfolge der Hierarchie):
01. Tschaudjo (Tchaoudjo) (die Oberhäuptlingschaft): Der Häuptling von Tschaudjo ist der König von Kotokoli.

02. Adjeïde (Tochter-Häuptlingschaft von Tschaudjo)

03. Fazao (Tochter-Häuptlingschaft von Tschaudjo)

04. Daudé (die Tabalo unterstehende Ur-Häuptlingschaft des Mola-Clans)

05. Bafilo (Kegbafilo) (Tabalo unterstehend)

06. Agoulou (Agulu) (Tochter-Häuptlingschaft von Tschaudjo)
Eine eher untergeordnete Rolle in der hierarchischen Ebene der politischen Verwaltung des Kotokoli-Landes besitzen folgende Häuptlingschaften:
07. Soudou
Dies ist eine mehr oder weniger lockere Föderation mehrerer Dörfer, deren Bevölkerung hauptsächlich ihren Ursprung in Kabrè hat. Die politische Autorität der Häuptlingschaft Soudou wird vom Tyade-Clan gestellt.
08. Koumondé
Die politische Autorität der Häuptlingschaft Koumondé wird vom Luwa-Clan gestellt. Die Luwa haben ihre Ursprünge in Bariba.
09. Aledjo-Kadara, (kleinere Tochter-Häuptlingschaft von Koumondé)

10. Kolina-Bo (eine sehr heterogen zusammengesetzte Häuptlingschaft der Bergregion, die unter der Führung des Sâdo-Clans steht)

11. Kemini (eine kleine Häuptlingschaft des Nintye-Clans)

12. Boulohou
Dies ist die Häuptlingschaft der Mô-Ebene, deren Einwohner hauptsächlich dem Tyeda-Clan angehören. Der Häuptling von Boulohou, welcher den Titel „Uro Banya“ trägt, gilt als mächtiger Zauberer.

13. Djerekpanga (Djerekpana Guerepanga) (Aschanti-Häuptlingschaft unter der Führung des Tambwi-Clans)

## Könige von Kotokoli
Titel: Uro oder Uro Eso

(Liste unvollständig; Nummerierung gemäß der Überlieferung)
- Wuro Esso Agoro Dam, Kpangalam 1785–1805
- Wuro Esso Bang'na Tcha-Ali, Tchavadi 1805–1825
- Wuro Esso Takpara, Kadambara 1825–1845
- Wuro Esso Akoriko, Komah 1845–1865
- Wuro Esso Koura, Birini 1865–1885
- Wuro Djobo Sémo, Interregnum c.1885 – April 1889
- Wuro Esso Tcha Djobo I Boukari, genannt Sémôh, Kparatao April 1889 bis 22. April 1898
- Interregnum 22. April 1898 – Juni 1898
- Wuro Esso Tcha Djobo II, Kparatao Juni 1898–1901
- Wuro Esso Djobo III Tcha Gademou, Kparatao 1901 – Oktober 1906
- Wuro Esso Djobo IV Bouraïma, Kparatao 20. Dezember 1906 bis 6. September 1924
- Interregnum 6. September 1927 bis 8. November 1924
- Wuro Esso Anyoro Tcha Godemou, Kparatao 8. November 1924 bis 2. Mai 1948
- Interregnum 2. Mai 1948 bis 18. April 1949
- Wuro Esso Isifou Ayéva, Komah (1. Herrschaftszeit) 18. April 1949–1959 (Exil in Ghana 1959–1963)
- Interregnum 1959–1963
- Wuro Esso Isifou Ayéva, Komah (2. Herrschaftszeit)  1963 – 30. Juni 1980
- Interregnum 1. Juli 1980 bis 24. Juni 1986
- Wuro Esso Koura Foudou Ayéva, Komah 24. Juni 1986 bis 21. August 1994
- Wuro Esso Abdou-Latifou Ayéva, Komah (geb. 1939, gest. 2011, Interregnum) 21. August 1994 bis 1. März 2011
- Wuro Esso Souleymane Ayéva, Komah (Interregnum) 1. März 2011 bis 24. Juni 2012
- Wuro Esso Akoriko Ali, Komah seit 24. Juni 2012